# Panzani
Pour les articles homonymes, voir Panzani (homonymie).
Panzani est un fabricant de pâtes alimentaires d'origine française. La société a été créée en 1946 à Parthenay (Deux-Sèvres) par Jean Panzani et appartient depuis fin 2021 au fonds d'investissement CVC Capital Partners.

## Historique

### Les années 1940 Niort puis Parthenay
À peine démobilisé à la suite de la débâcle, Jean Panzani, expert-comptable d'origine italienne naturalisé depuis 1929, retourne dans sa famille à Parthenay, des Italiens tenant une boutique de pâtes et de produits venant de la Péninsule.
En décembre 1940, Jean Panzani se lance dans la fabrication de pâtes fraîches artisanales dans le grenier de la maison de ses beaux-parents à Niort, rue Baugier. Il commence alors à vendre ses premiers kilos de pâtes fraîches, faites à la main.

#### 1946: création de la marqueFrancine
À la fin de la guerre, la demande explose : Jean Panzani rachète une usine de chaussures à Parthenay dans les Deux-Sèvres en 1946 et la reconvertit en fabrique de pâtes sèches sous la marque Francine qui vend ses produits dans des sachets en papier. Ensuite, avec la fin des cartes alimentaires, premier fabricant doté d'une presse en continu, Jean Panzani produit 30 tonnes par jour,.

### Les années 1950

#### 1950:FrancinedevientPasta Panzani

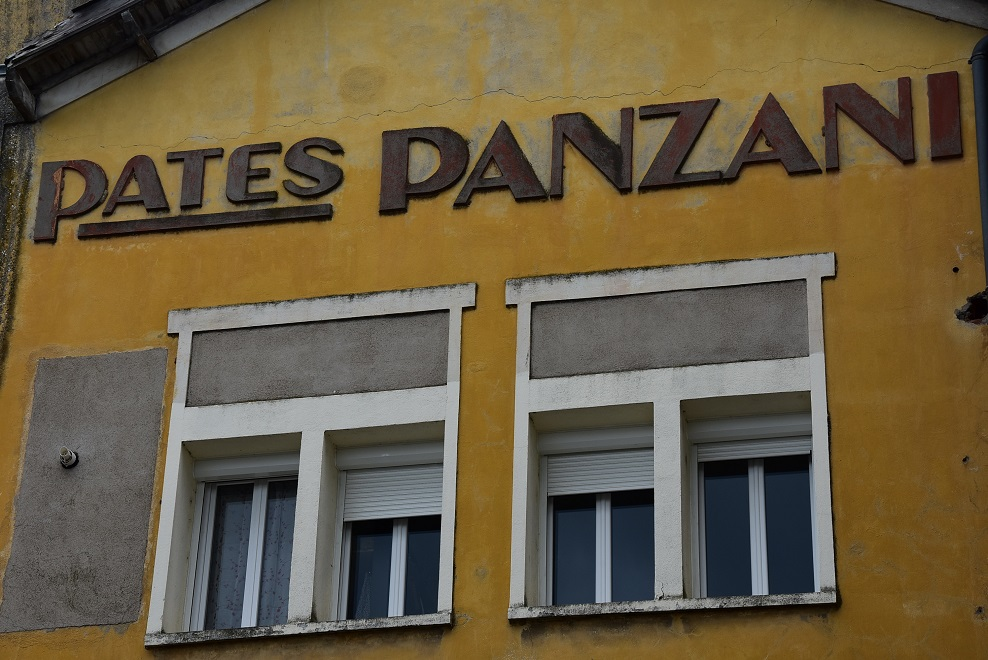
Façade du bâtiment à Parthenay (Deux-Sèvres)

L'année 1949 voit la suppression des cartes alimentaires et le retour au marché libre, et par voie de conséquence le déclin des marques qui symbolisaient trop le rationnement. La décision est alors prise d'abandonner la marque Francine au profit de la marque Pasta Panzani.
Afin de se démarquer de la forte concurrence (au début des années 1950, il est dénombré en France près de 400 fabricants[réf. nécessaire]), Jean Panzani décide en 1950 de vendre ses pâtes dans un emballage de 500 g en sachet transparent en cellophane. C'est une véritable nouveauté car jusqu'alors, les pâtes étaient vendues en boîte carton ou métallique de 250 g. Ce nouveau type d'emballage semble séduire les consommateurs. Dès 1952, il lance les sauces tomate en boîte, orientant la consommation des pâtes à potage vers des pâtes à plat,.
C'est aussi le début de la publicité. En partant du principe que « ce qui se voit se vend » Jean Panzani lance sa première campagne de réclame de grande ampleur, et multiplie les partenariats (sponsoring). Une des publicités emblématiques de cette époque a été décrite par Roland Barthes.

### Les années 1960
Avec le lancement en France de la grande distribution (le premier hypermarché ouvre en 1963), Jean Panzani, alors président du syndicat des fabricants de pâtes, incite sa profession à se structurer. C'est l'époque des premières fusions[réf. nécessaire]. Ainsi, Panzani fusionne avec les Pâtes La Lune en 1960, puis avec l'entreprise marseillaise Regia-Scaramelli en 1964. Le groupe, renommé Régia-Panzani, devient no 1 des pâtes en France avec une production de 90 000 tonnes.

#### 1967: installation du siège à Lyon
Panzani installe son siège social à Lyon en 1967.
Avec le rachat de Regia-Scaramelli, Panzani intègre la Semoulerie de Saint-Just à Marseille et devient semoulier, ce qui lui permet de maîtriser entièrement la filière et la qualité.

### Les années 1970
En 1973, Panzani est racheté par Gervais Danone, déjà propriétaire de Milliat Frères et de PetitJean. Les deux sociétés sont alors fusionnées en une seule entité, nommée Panzani Milliat Frères. En 1973, la Sapal (Société anonyme des produits Alimentaires), entreprise issue de la fusion, en 1970, de Garbit et de la société Bretagne-Provence, est rachetée par Panzani. Quelques mois plus tard, Gervais Danone fusionne avec BSN et devient BSN-Gervais Danone. Le groupe Panzani, ses usines et ses entrepôts sont alors fortement remaniés et modernisés.
En 1975, Panzani lance sa campagne publicitaire Don Patillo avec André Aubert (s'inspirant du personnage de Don Camillo) et son célèbre « des pâtes, des pâtes, oui mais des Panzani ! », la campagne s'arrêtant en 1997.

### Les années 1980
Après le tournant des années 1970 et son lot de fusions, les années 1980 marquent plutôt les progrès techniques de l'entreprise, notamment par l'introduction du séchage à très haute température en 1986.[réf. nécessaire] : plats cuisinés (raviolis), ou sauces (Spaghetto).[réf. nécessaire]

### Les années 1990
BSN-Gervais Danone, qui est devenu Danone, rapproche en 1994 son activité alimentaire hors produits laitiers avec celle du groupe Saint-Louis (marques William Saurin, Marie et Royal Champignon) au sein d'une filiale commune, nommée Panzalim, dont Panzani et Garbit font partie.
Mais à la suite du décès du PDG de Saint-Louis, Bernard Dumon, en 1995, Saint-Louis se désengage de la filiale commune l'année suivante. Danone hérite alors de toutes les marques de la coentreprise, excepté Royal Champignon, et fusionne Panzani, William Saurin, Garbit et PetitJean en une seule entité. Panzani connaît à cette époque une baisse de part de marché, reculant de sept points en cinq ans.
En 1997, Danone, qui souhaite alors se concentrer sur ses marchés de base, revend ses actifs non prioritaires. Panzani-William Saurin est ainsi cédé au fonds d'investissement Paribas Affaires industrielles (PAI partners),.

### Les années 2000
En 2001, PAI Partners revend William Saurin, Garbit et PetitJean au groupe Financière Turenne Lafayette (FTL), appartenant à Monique Piffaut, mais conserve Panzani.
En 2002, Panzani acquiert les activités riz, produits frais et couscous de Lustucru et nomme la marque Lustucru Sélection.
La même année, Panzani inaugure Via Gio, un concept de fast-food de pâtes dont le premier restaurant ouvre à Lyon.
En 2005, le groupe espagnol Ebro Puleva (premier groupe agroalimentaire espagnol et no 1 européen des pâtes et du riz) rachète l'ensemble et constitue une branche pâtes avec notamment Birkel en Allemagne et New World Pasta aux États-Unis. Le groupe est no 2 mondial des pâtes. La même année, il lance la gamme « Panzani Express », recettes de pâtes nature, cuisinées ou farcies qui se réchauffent directement dans leur sachet au micro-ondes.
En 2009, Panzani lance sa nouvelle saga publicitaire, cinq films publicitaires conçus par l'agence Asap et signés Christophe Baraties, reprenant une célèbre chanson interprétée par Fernandel, Félicie aussi, transformée en Panzani aussi.

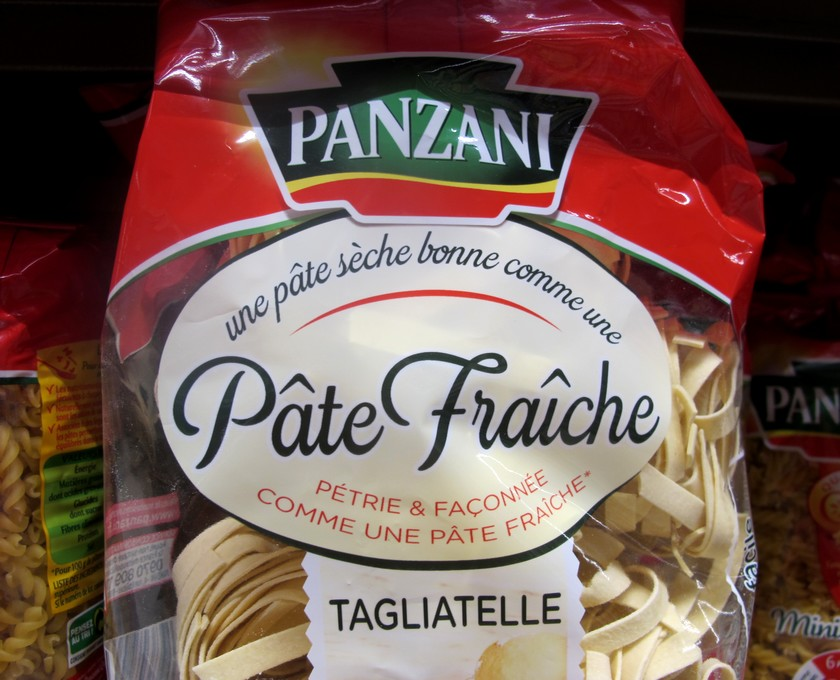
Tagliatelle de Panzani.

### Les années 2010
En 2013, une fraude à la viande de cheval se retrouve dans les raviolis Panzani fabriqués par William Saurin.

### Les années 2020
En juin 2021, Ebro Foods annonce la vente de Panzani, hors activité riz et pâtes fraîches, au fonds d'investissement CVC Capital Partners pour 550 millions d'euros. La finalisation du rachat a eu lieu à la fin de l'année 2021.

## Les marques du groupe
La première d'entre elles est la marque Panzani, sur les pâtes sèches, les sauces, les bases culinaires et la semoule. D'après le baromètre annuel[réf. nécessaire], Panzani est toujours parmi les dix marques préférées des Français. En 1999, en hommage à son créateur, la marque Giovanni Panzani est lancée sur un segment premium des pâtes sèches. Les ravioli Panzani, eux, sont fabriqués par William Saurin sous licence.
Les marques de semoule Ferrero, Regia, Zakia et Le renard appartiennent également au groupe Panzani.

## Organisation
Il y a deux usines de production de pâtes sèches Panzani à Marseille et Nanterre, et une usine de production de couscous à Vitrolles (Bouches-du-Rhône). Les sauces et le riz ne sont pas produits directement par Panzani mais en sous-traitance. Il existe trois semouleries : à Gennevilliers, Marseille-littoral et Marseille-Saint-Just ainsi que le Silo de la Madrague qui stocke le blé pour les semouleries.

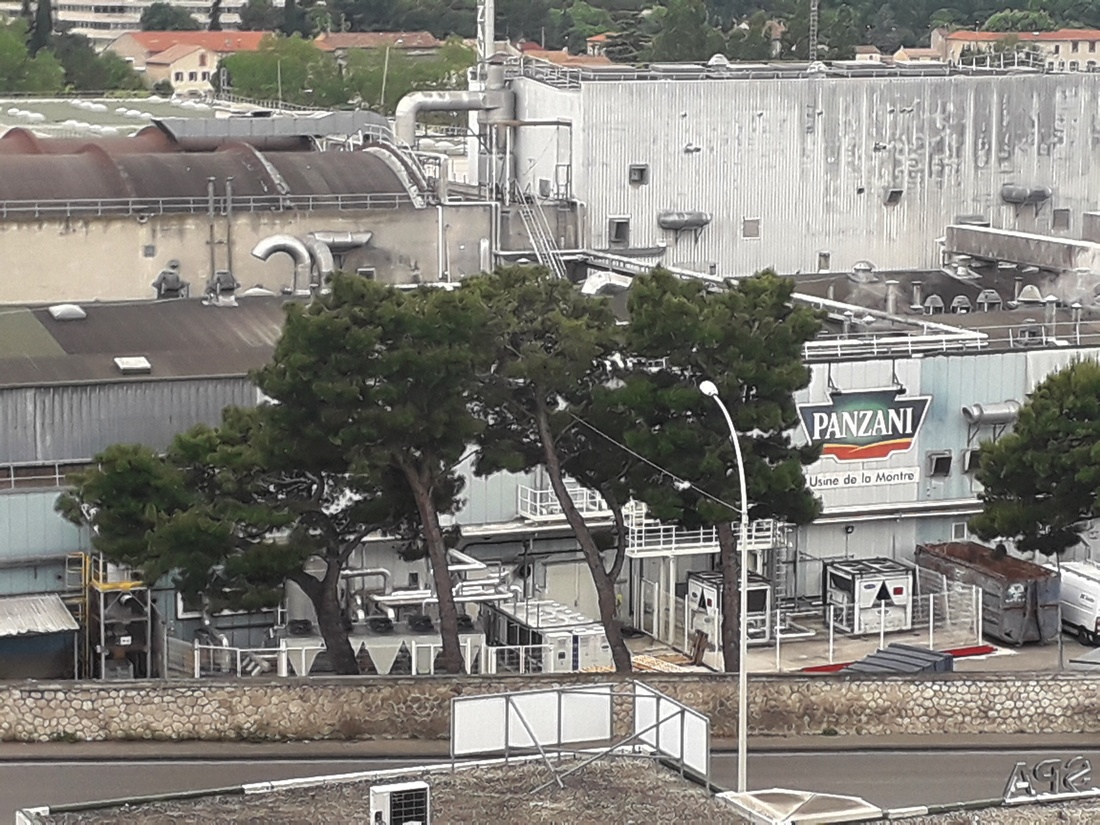
L'usine Panzani de la Montre, à Marseille.
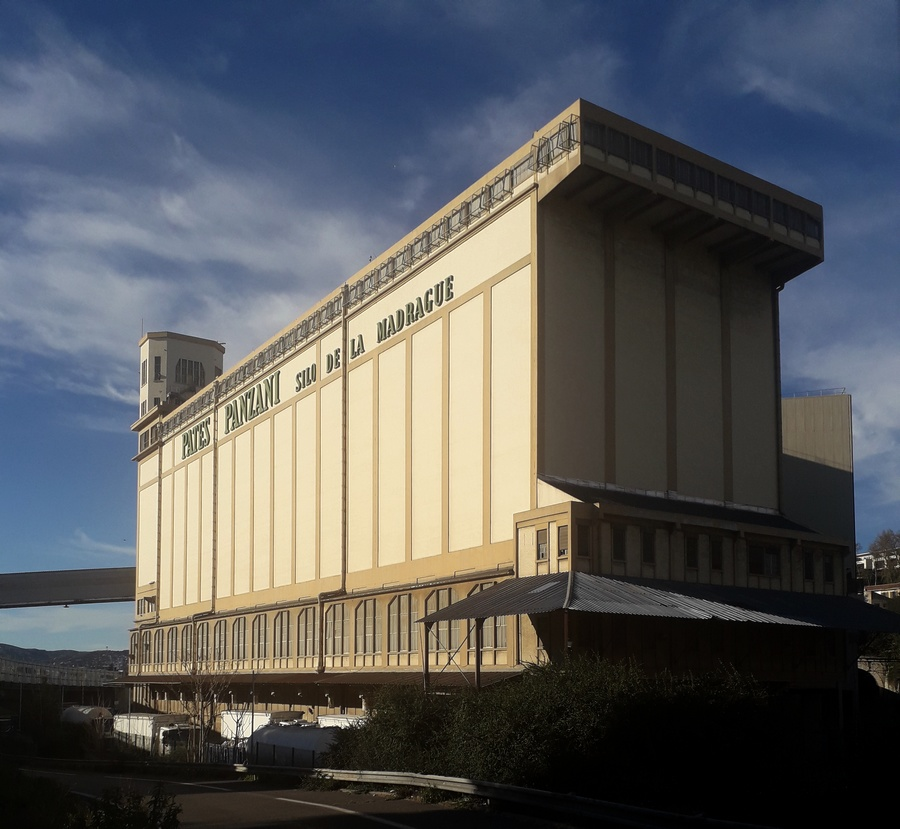
Le Silo de la Madrague, à Marseille.
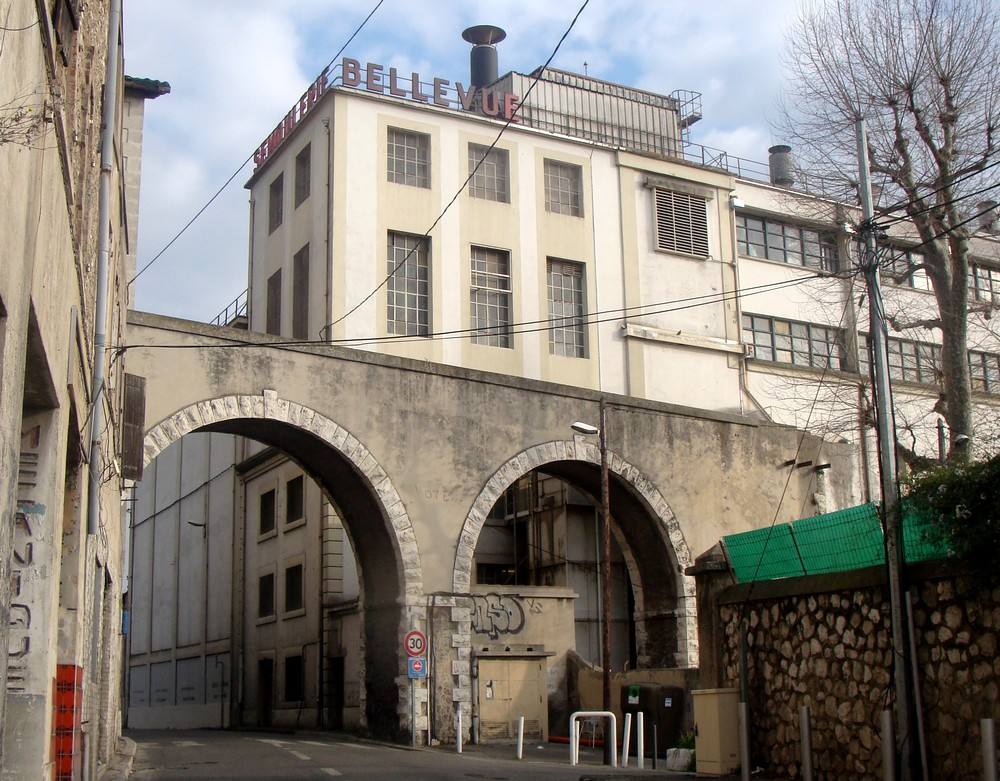
La Semoulerie Bellevue de Saint-Just, à Marseille.

## Slogan
Panzani lance son slogan : « Des pâtes, des pâtes, oui mais des Panzani ! » en 1975.

## Logo

Évolution du logo
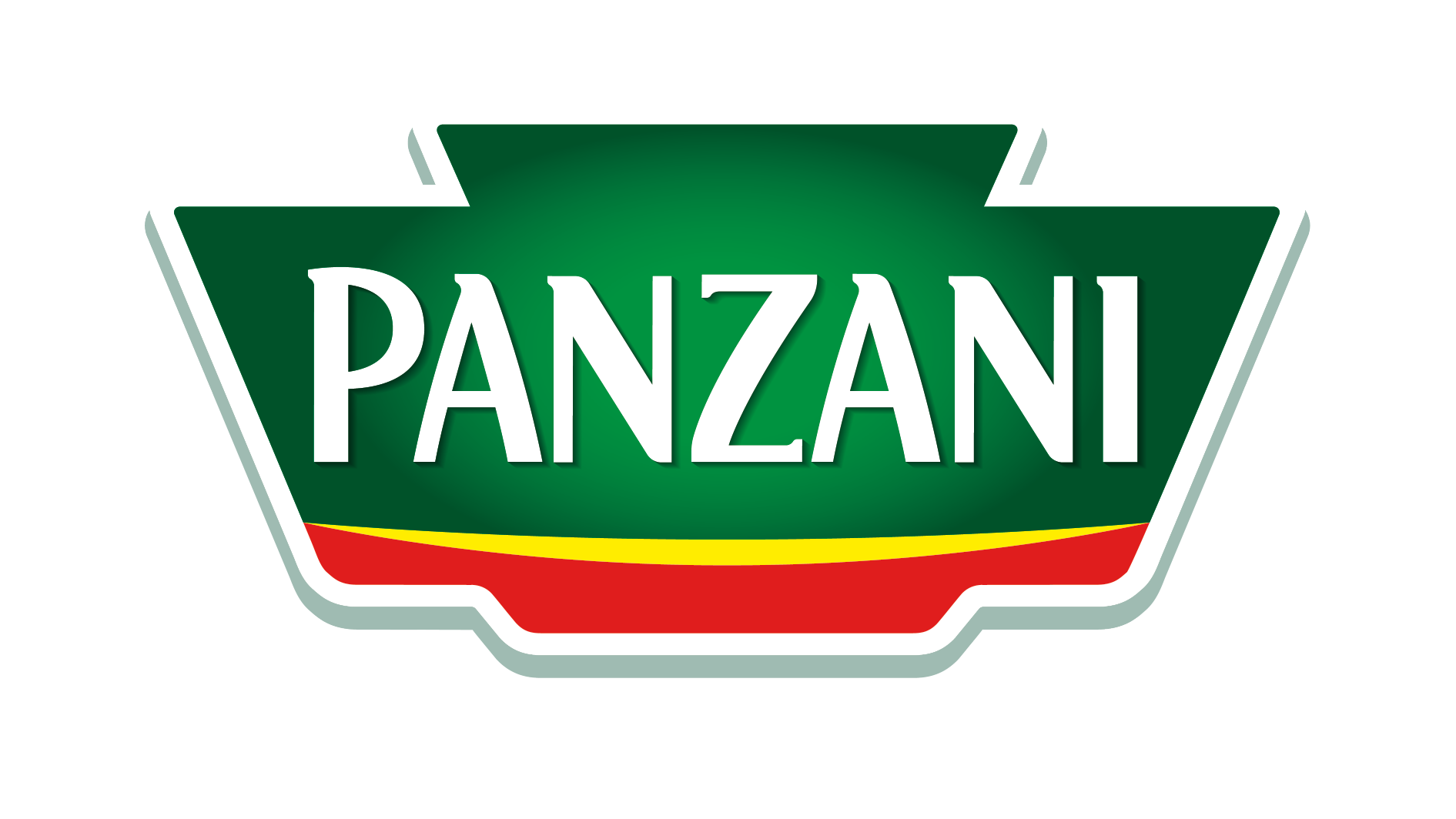